# 溪底 (雲林縣)
溪底，是臺灣雲林縣四湖鄉的一個傳統地域名稱，位於該鄉最東端。相較於今日行政區，其範圍大致包括溪底村、新庄村東北端，以及北港鎮番溝里北部邊界地帶西段。

## 歷史
臺灣清治末期至日治初期，溪底地區為一（舊制）街庄，稱為「溪底庄」，隸屬於尖山堡。該庄北與牛埔頭庄、月眉庄為鄰，東與五塊藔庄、潭內庄為鄰，南邊為蕃仔溝庄、車巷口庄，西邊為鹿場庄、四湖庄。
1901年（日治明治三十四年）11月，全臺廢縣廳改設二十廳，該庄隸屬於斗六廳。1903年（明治三十六年）6月，該庄編入「牛挑灣區」，隸屬於斗六廳。1909年（明治四十二年）10月，合併二十廳為十二廳，牛挑灣區改隸屬於嘉義廳。1920年（大正九年），全臺地方制度大改正，廢十二廳改設五州二廳，該庄改制為「溪底」大字，隸屬於臺南州北港郡四湖庄（新制街庄）。
戰後四湖庄改制為四湖鄉，隸屬於臺南縣，大字亦改制為村。1950年10月，雲、嘉、南分治，四湖鄉改隸屬雲林縣。

## 聚落
本地區發展較早的聚落有溪底、魚藔等，在日治期初期的官方地圖上已有記載。

## 交通
縣道153號（番溝路、無名道路）是麥寮鄉麥寮至北港鎮好收的道路，經過本地區溪底、魚寮兩個聚落。由該道路向北轉北可前往東勢鄉、麥寮鄉麥寮市區南側並止於省道台17線路口；向南微西可前往北港鎮好收並止於縣道155號路口。
縣道160號是四湖鄉三條崙至土庫鎮無底潭的道路，經過本地區西勢寮、溪底兩個聚落。由該道路向西微北可前往四湖鄉市區、三條崙，並止於台灣中油三條崙站前；向東南東可前往元長鄉、土庫鎮西南部糞箕湖地區的無底潭，並止於縣道145號路口（無底潭聚落東郊）。
鄉道雲165線是砂崙腳至好收的道路，其北側端點（起點）位於本地區西部邊界地帶的縣道160號路口（四湖地區的砂崙腳聚落東側）。由此向南南西可前往本地區/四湖交界地帶、本地區/鹿場交界地帶、車巷口、好收，並止於縣道153號、縣道155號交會路口。
鄉道雲166線是西勢寮至潭東的道路，其西側端點（起點）位於本地區西部西勢寮聚落西南郊的縣道160號路口。由此向東南至魚寮聚落轉北北東再轉東蜿蜒而行，其後轉東北東可前往潭內、潭內/元長交界地帶、元長南部，並止於省道台19線路口（元長市區南郊）。

## 學校
- 東光國小

## 產業
- 台糖四湖農場